# Rogertjärnen
Rogertjärnen är en sjö i Piteå kommun i Norrbotten och ingår i Åbyälvens huvudavrinningsområde. Rogertjärnen ligger i Åbyälven Natura 2000-område.